# Scotoleon minusculus
Scotoleon minusculus är en insektsart som först beskrevs av Banks 1898.  Scotoleon minusculus ingår i släktet Scotoleon och familjen myrlejonsländor. Inga underarter finns listade i Catalogue of Life.